# Гусейнов, Мамедага Гусейнага оглы
Мамедага Гусейнов Гусейнага оглы (азерб. Məmmədağa Hüseynağa oğlu Hüseynov; 8 февраль 1929, Баку — 20 январь 2002, Баку) — азербайджанский художник, Народный художник Азербайджана (2000). Художник-постановщик на киностудии «Азербайджанфильм».

## Биография
Маммадага Гусейнов родился 8 февраля 1929 года в городе Баку. Мамедага с детства увлекался рисованием и в 1944 году поступил в Бакинское художественное училище им. Азима Азимзаде, которое успешно окончил по классу живописи в 1949 году..
В 1949 году он поступил на факультет живописи во Всероссийский институт кинематографии имени С. А. Герасимова в Москве.
После окончания учебы в Москве в 1955 году он вернулся в Баку и начал работать в киностудии «Азербайджанфильм». Маммадага Гусейнов был художником-постановщиком более 20 фильмов. Он принимал участие в выставках как в Азербайджане, так и за рубежом.
Маммадага Гусейнов скончался 20 января 2002 года в городе Баку.

## Творчество
В 1955 году Мамедага Гусейнов защитил диплом, представив художественную разработку фильма по роману Джеймса Олдриджа «Дипломат».
Первой его работой в киностудии «Азербайджанфильм» стало участие в создании фильма Аждар Ибрагимова и Ильи Гурина «Двое из одного квартала» (1957). М.Гусейнов разрабатывал эскизы для этой картины вместе с художниками Э.Рзагулиевым и К.Наджафзаде..
С 1969 года по 1975 год он являлся секретарем Совета директоров Союза кинематографистов Азербайджана. Многие годы являлся членом правления Союза кинематографистов СССР. С 1977 по 1989 годы, проработал главным художником Художественного фонда Азербайджана.
Работая над созданием фильмов, Мамедага также занимался живописью. Из творческих поездок за рубеж он привозил путевые зарисовки по которым писал картины маслом и гуашью.
В последние годы жизни М. Гусейнов работал в Азербайджанском Государственном университете Культуры и Искусства и являлся доцентом кафедры «Живописи».

### Фильмография
- Встреча (1955) — ассистент художника
- Двое из одного квартала (1957) — художник
- Тени ползут (1958) — художник
- Мачеха (1958) — художник
- Утро (1960) — художник
- Наша улица (1961) — художник по костюмам
- Весенние танцы (1962) — художник
- Великая опора (1962) — художник
- Где Ахмед? (1963) — художник
- Волшебный халат (1964) — художник
- Лифтерша (1966) — художник
- Поединок в горах (1967) — художник, художник по костюмам
- Народные таланты (1967) — художник
- Я помню тебя, учитель! (1969) — художник
- Ожидание (1969) — художник
- Ищите девушку (1970) — художник
- Фламинго розовая птица (1972) — художник
- Насими (1973) — художник
- Страницы жизни (1974) — художник
- Говорящее письмо (1975) — художник
- Цена счастья (1976) — художник
- Дополнительный след (1981) — художник
- Старики, старики… (1982) — художник
- Асиф, Васиф, Агасиф (1983) — художник

## Награды и звания
- Заслуженный художник Азербайджанской ССР (23 декабря 1976) — за заслуги в развитии искусства советского кино и в связи с 60-летием азербайджанского кино[4]
- Народный художник Азербайджана (18 декабря 2000) — за заслуги в развитии азербайджанского киноискусства[5]